# Con de dejecție

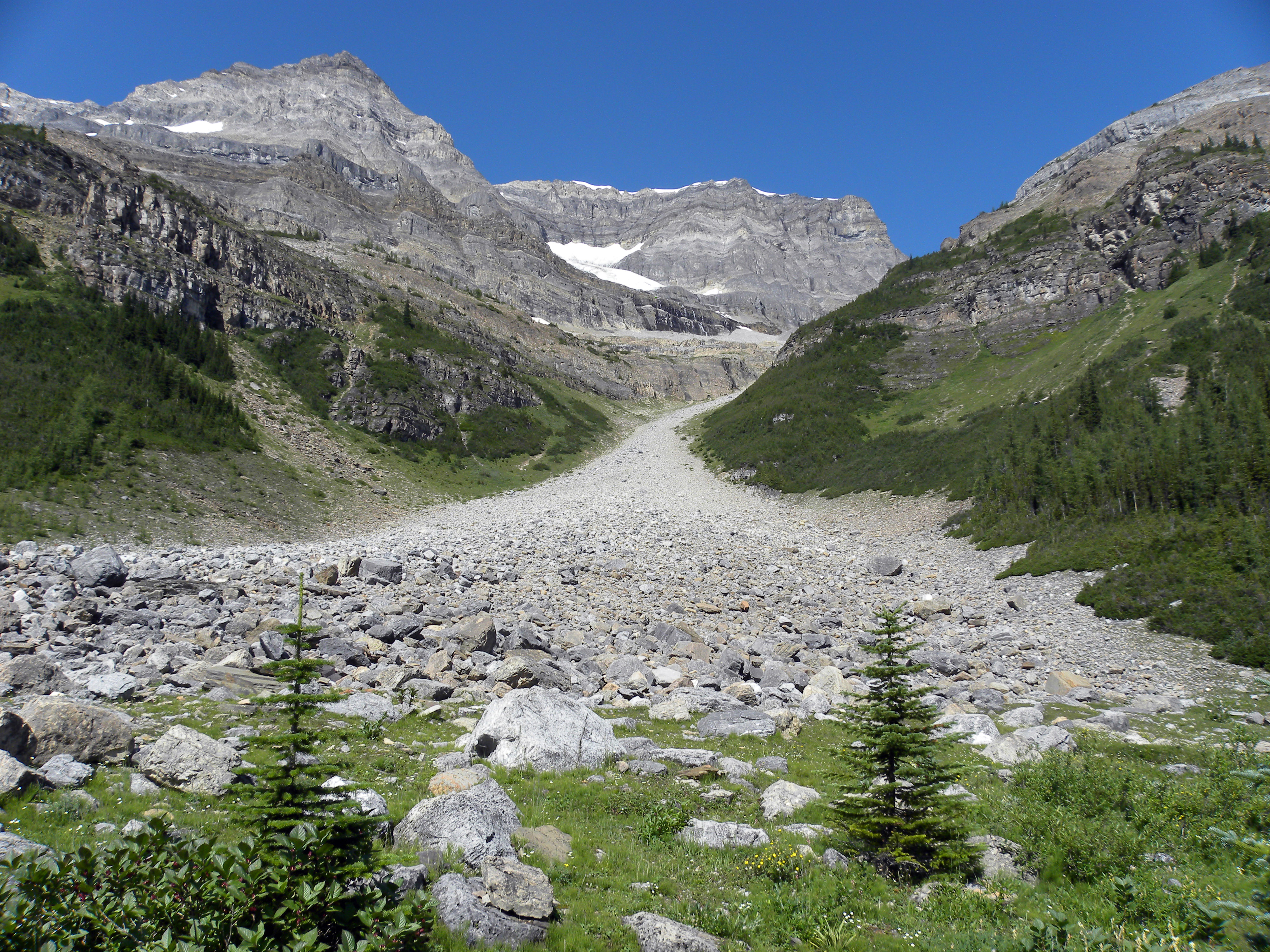
Conul de dejecție al unui torent

Un con de dejecție este o formă de relief în evantai, cu profil convex, rezultată din depunerea materialului transportat de un torent sau un râu de munte. Conul de dejecție prezintă o structură eterogenă alcătuită din pietriș, nisip și argilă și se formează la poalele unei regiuni înalte în punctele de micșorare a pantelor unde se favorizează descărcarea materialului solid transportat de debitele sezoniere sau permanente.